# Оттер (Німеччина)
Оттер (нім. Otter) — громада в Німеччині, розташована в землі Нижня Саксонія. Входить до складу району Гарбург. Складова частина об'єднання громад Тоштедт.
Площа — 34,13 км2. Населення становить 1771 ос. (станом на 31 грудня 2021).